# Diocesi di Zabulon
La diocesi di Zabulon (in latino Dioecesis Zabulonitana seu Sabulensis) è una sede soppressa del patriarcato di Gerusalemme e una sede titolare della Chiesa cattolica.

## Storia
Zabulon, identificabile con Abellen in Israele, è un'antica sede vescovile della provincia romana della Palestina Prima nella diocesi civile d'Oriente, suffraganea dell'arcidiocesi di Cesarea.
Di questa sede è nota l'esistenza di un solo vescovo, Eliodoro, che prese parte al concilio di Nicea del 325. Di questa diocesi non si farà più menzione in nessun documento successivo.
Essendo documentata solo nel IV secolo, questa sede apparteneva al patriarcato di Antiochia, poiché quello di Gerusalemme ottenne l'indipendenza patriarcale solo durante il concilio di Calcedonia del 451.
Dal XVII secolo Zabulon è annoverata tra le sedi vescovili titolari della Chiesa cattolica; la sede è vacante dal 1º aprile 1727.

## Cronotassi

### Vescovi greci
- Eliodoro † (menzionato nel 325)

### Vescovi titolari
- Bernard Martineau, M.E.P. † (15 gennaio 1697, ma 25 agosto 1695 deceduto) (vescovo eletto postumo)

- Pierre Ferreux, M.E.P. † (17 dicembre 1697 - 11 gennaio 1698 deceduto)
- Louis-Armand Champion de Cicé, M.E.P.[2] † (19 gennaio 1700 - 1º aprile 1727 deceduto)